# Соболь, Дональд
Дональд Дж. Соболь (англ. Donald J. Sobol, 1924 — 2012) — американский детский писатель и репортёр, автор серии «Энциклопедия Браун» в жанре мистерия.

## Биография
Родился в Бронксе в еврейской семье. Учился в Филдстонской школе этической культуры в Нью-Йорке, затем два года служил во время Второй мировой войны в инженерном корпусе армии США на Тихоокеанском театре военных действий. После войны в 1948 окончил Оберлинский колледж по специальности «английская литература». Начинал работать в качестве разносчика газет в газете The New York Sun, со временем стал репортёром. С 1949 до 1951 работал в Daily News. После непродолжительной работы закупщиком в Macy’s в Нью-Йорке, переехал во Флориду и занялся писательской деятельностью.

## Творчество
В 1959 начал писать синдицированный сериал «Двухминутные тайны» с криминалистом доктором Халеджяном (англ. Dr. Haledjian) в главной роли, который оказался популярным и просуществовал более десяти лет. В 1963 начал писать серию «Энциклопедия Браун», в которой рассказывается о Лерое «Энциклопедии» Брауне, школьнике, который был сыщиком-любителем. Перед тем, как произведения серии были переведены на двенадцать языков, писатель два десятка раз получал отказы в издательствах. В 1972 получил премию «Выбор молодого читателя». В 1975 писательская организация Mystery Writers of America удостоила его серию «Энциклопедия Браун» специальной премии Эдгара По. Последняя книга из серии, «Энциклопедия Брауна и дело о футбольной схеме» была опубликована в октябре 2012, через три месяца после смерти автора. Написал детский роман «Четвёрка секретных агентов», в котором группа подростков из Майами пытается помешать иностранным диверсантам; ещё написал научно-популярную книгу «Настоящие морские приключения», опубликованную в 1975. Всего написал более 65 книг, помимо таковых для детей, также написал ряд научно-популярных книг на самые разные темы, от истории Гражданской войны в США до инвестиционной деятельности. Дополнительно писал статьи и сотрудничал с журналами под разными псевдонимами. Его рукописи хранятся в Миннесотском университете, в коллекции Керлана.

## Семья
Был женат на Роуз, урождённой Типлиц (англ. Rose, née Tiplitz), которая была одновременно инженером и писателем, воспитали четверых детей: Джон, Эрик, Дайана и Глен, застал четверых внуков. Глен погиб в возрасте 23 лет в автокатастрофе в 1983. Писатель умер от лимфомы желудка в возрасте 87 лет.